# Mistrzostwa Świata w Piłce Ręcznej Mężczyzn 2013 (eliminacje)
Kwalifikacje do Mistrzostw Świata w Piłce Ręcznej Mężczyzn 2013 miały na celu wyłonienie męskich reprezentacji narodowych w piłce ręcznej, które wystąpią w finałach tego turnieju.

## Informacje ogólne
Turniej finałowy organizowanych przez IHF mistrzostw świata odbędzie się w Hiszpanii w styczniu 2013 roku i weźmą w nim udział dwadzieścia cztery drużyny. Automatycznie do mistrzostw zakwalifikowała się reprezentacja Francji jako mistrz świata z 2011 i Hiszpania jako organizator imprezy. O pozostałe 22 miejsca odbywały się kontynentalne kwalifikacje. Wolne miejsca zostały podzielone według następującego klucza geograficznego: Europie przydzielono 12 miejsc, Ameryce (Południowej wspólnie z Północną), Azji i Afryce przyznano po trzy miejsca, a jedno Oceanii.

## Zakwalifikowane zespoły
| Kraj               | Strefa kwalifikacyjna                 | Mistrzostwa 2011 | Najlepszy wynik                      |
| ------------------ | ------------------------------------- | ---------------- | ------------------------------------ |
| Hiszpania          | Gospodarz                             | 3. miejsce       | Mistrzostwo (2005)                   |
| Francja            | Mistrz Świata 2011                    | Mistrzostwo      | Mistrzostwo (1995, 2001, 2009, 2011) |
| Dania              | Mistrz Europy 2012                    | 2. miejsce       | 2. miejsce (1967, 2011)              |
| Serbia             | Mistrzostwa Europy 2012 - 2. miejsce  | 10. miejsce      | Mistrzostwo (1986 jako Jugosławia)   |
| Chorwacja          | Mistrzostwa Europy 2012 - 3. miejsce  | 5. miejsce       | Mistrzostwo (2003)                   |
| Rosja              | europejski play-off                   | –                | Mistrzostwo (1993, 1997)             |
| Słowenia           | europejski play-off                   | –                | 10. miejsce (1997)                   |
| Czarnogóra         | europejski play-off                   | –                | –                                    |
| Węgry              | europejski play-off                   | 7. miejsce       | 2. miejsce (1986)                    |
| Macedonia Północna | europejski play-off                   | 19. miejsce      | 11. miejsce (2009)                   |
| Islandia           | europejski play-off                   | 6. miejsce       | 2. miejsce (1997)                    |
| Niemcy             | europejski play-off                   | 11. miejsce      | Mistrzostwo (1938, 1978, 2007)       |
| Białoruś           | europejski play-off                   | –                | 9. miejsce (1995)                    |
| Polska             | europejski play-off                   | 8. miejsce       | 2. miejsce (2007)                    |
| Tunezja            | Mistrz Afryki 2012                    | 20. miejsce      | 4. miejsce (2005)                    |
| Algieria           | Mistrzostwa Afryki 2012 - 2. miejsce  | 15. miejsce      | 13. miejsce (1999)                   |
| Egipt              | Mistrzostwa Afryki 2012 - 3. miejsce  | 14. miejsce      | 4. miejsce (2001)                    |
| Korea Południowa   | Mistrz Azji 2012                      | 13. miejsce      | 8. miejsce (1997)                    |
| Katar              | Mistrzostwa Azji 2012 - 2. miejsce    | –                | 16. miejsce (2003)                   |
| Arabia Saudyjska   | Mistrzostwa Azji 2012 - 3. miejsce    | –                | 19. miejsce (2003)                   |
| Argentyna          | Mistrz Ameryki 2012                   | 12. miejsce      | 12. miejsce (2011)                   |
| Brazylia           | Mistrzostwa Ameryki 2012 - 2. miejsce | 21. miejsce      | 13. miejsce (1958)                   |
| Chile              | Mistrzostwa Ameryki 2012 - 3. miejsce | 22. miejsce      | 22. miejsce (2011)                   |
| Australia          | Mistrz Oceanii                        | 24. miejsce      | 21. miejsce (2001)                   |

## Eliminacje
| Kontynent | Związek | Miejsca   | Turniej                         | World Map IHF |
| Europa    | EHF     | 3 miejsca | Mistrzostwa Europy 2012         | World Map IHF |
| Europa    | EHF     | 9 miejsc  | Europejski turniej eliminacyjny | World Map IHF |
| Afryka    | CAHB    | 3 miejsca | Mistrzostwa Afryki 2012         | World Map IHF |
| Azja      | AHF     | 3 miejsca | Mistrzostwa Azji 2012           | World Map IHF |
| Ameryka   | PATHF   | 3 miejsca | Mistrzostwa Ameryki 2012        | World Map IHF |
| Oceania   | OHF     | 1 miejsce | Puchar Narodów Oceanii 2012     | World Map IHF |

## Europa
Chęć udziału w mistrzostwach świata wyraziło 37 europejskich federacji piłki ręcznej. Szesnaście z tych drużyn uczestniczyło w turnieju głównym ME, którego medaliści uzyskiwali bezpośredni awans, pozostałe 21 natomiast, podzielone na siedem grup po trzy zespoły, rozgrywały turniej o siedem miejsc uprawniających do udziału w fazie play-off. Zwycięzcy grup, a także jedenaście drużyn, które nie uzyskały awansu z mistrzostw kontynentu, podzielone na dziewięć par rozegrają pomiędzy sobą dwumecze o awans do turnieju głównego mistrzostw świata.

### Europejski turniej eliminacyjny – faza grupowa
Losowanie grup odbyło się 3 lipca 2011 roku w Brnie, dwadzieścia jeden drużyn podzielonych zostało na trzy koszyki według wyników osiągniętych w eliminacjach do ME 2012. W wyniku losowania utworzono siedem grup po trzy zespoły, które rywalizowały systemem ligowym w okresie od 2 listopada 2011 do 15 stycznia 2012 roku. Siedmiu zwycięzców grup awansowało do fazy play-off.

#### Grupa 1
| 2 listopada 201119:00 | Wielka Brytania | 26:29(14:16) | Izrael | Crystal Palace National Sport Centre, Londyn Widzów: 400 |
| 2 listopada 201119:00 |                 | 26:29(14:16) |        | Crystal Palace National Sport Centre, Londyn Widzów: 400 |

| 6 listopada 201119:00 | Izrael | 29:20(13:13) | Wielka Brytania | Maccabi House Arena, Riszon le-Cijjon Widzów: 750 |
| 6 listopada 201119:00 |        | 29:20(13:13) |                 | Maccabi House Arena, Riszon le-Cijjon Widzów: 750 |

| 5 stycznia 201220:20 | Austria | 37:22(19:8) | Wielka Brytania | Sporthalle Tulln, Tulln an der Donau Widzów: 1 000 |
| 5 stycznia 201220:20 |         | 37:22(19:8) |                 | Sporthalle Tulln, Tulln an der Donau Widzów: 1 000 |

| 8 stycznia 201214:00 | Wielka Brytania | 24:40(13:17) | Austria | Crystal Palace National Sport Centre, Londyn Widzów: 550 |
| 8 stycznia 201214:00 |                 | 24:40(13:17) |         | Crystal Palace National Sport Centre, Londyn Widzów: 550 |

| 11 stycznia 201219:15 | Izrael | 31:40(17:19) | Austria | Maccabi House Arena, Riszon le-Cijjon Widzów: 800 |
| 11 stycznia 201219:15 |        | 31:40(17:19) |         | Maccabi House Arena, Riszon le-Cijjon Widzów: 800 |

| 14 stycznia 201220:20 | Austria | 31:22(13:9) | Izrael | BSFZ Südstadt, Maria Enzersdorf Widzów: 1 500 |
| 14 stycznia 201220:20 |         | 31:22(13:9) |        | BSFZ Südstadt, Maria Enzersdorf Widzów: 1 500 |

#### Grupa 2
| 2 listopada 201119:00 | Turcja | 24:26(11:13) | Ukraina | Edip Burhan Spor Salonu, Mersin Widzów: 700 |
| 2 listopada 201119:00 |        | 24:26(11:13) |         | Edip Burhan Spor Salonu, Mersin Widzów: 700 |

| 6 listopada 201117:00 | Ukraina | 32:20(16:7) | Turcja | Palace of Sports „Yunost”, Zaporoże Widzów: 1 100 |
| 6 listopada 201117:00 |         | 32:20(16:7) |        | Palace of Sports „Yunost”, Zaporoże Widzów: 1 100 |

| 4 stycznia 201220:15 | Portugalia | 35:22(16:14) | Turcja | Centro Multiusos de Lamego, Lamego Widzów: 2 000 |
| 4 stycznia 201220:15 |            | 35:22(16:14) |        | Centro Multiusos de Lamego, Lamego Widzów: 2 000 |

| 8 stycznia 201219:00 | Turcja | 26:34(16:16) | Portugalia | Edip Burhan Spor Salonu, Mersin Widzów: 700 |
| 8 stycznia 201219:00 |        | 26:34(16:16) |            | Edip Burhan Spor Salonu, Mersin Widzów: 700 |

| 12 stycznia 201218:00 | Ukraina | 21:25(7:12) | Portugalia | Palace of Sports „Yunost”, Zaporoże Widzów: 2 500 |
| 12 stycznia 201218:00 |         | 21:25(7:12) |            | Palace of Sports „Yunost”, Zaporoże Widzów: 2 500 |

| 15 stycznia 201215:00 | Portugalia | 27:26(15:13) | Ukraina | Nave Polivalente de Espinho, Espinho Widzów: 2 500 |
| 15 stycznia 201215:00 |            | 27:26(15:13) |         | Nave Polivalente de Espinho, Espinho Widzów: 2 500 |

#### Grupa 3
| 2 listopada 201120:15 | Belgia | 29:36(12:21) | Łotwa | Sportcampus Lange Munte, Kortrijk Widzów: 1 600 |
| 2 listopada 201120:15 |        | 29:36(12:21) |       | Sportcampus Lange Munte, Kortrijk Widzów: 1 600 |

| 5 listopada 201115:05 | Łotwa | 32:28(18:13) | Belgia | Dobeles sporta centrā, Dobele Widzów: 1 000 |
| 5 listopada 201115:05 |       | 32:28(18:13) |        | Dobeles sporta centrā, Dobele Widzów: 1 000 |

| 4 stycznia 201218:00 | Czarnogóra | 35:27(18:13) | Belgia | Sala RK Lovćen, Cetynia Widzów: 1 000 |
| 4 stycznia 201218:00 |            | 35:27(18:13) |        | Sala RK Lovćen, Cetynia Widzów: 1 000 |

| 7 stycznia 201220:00 | Belgia | 33:37(13:21) | Czarnogóra | Hall des sports de la CET, Tournai Widzów: 800 |
| 7 stycznia 201220:00 |        | 33:37(13:21) |            | Hall des sports de la CET, Tournai Widzów: 800 |

| 11 stycznia 201219:05 | Łotwa | 30:31(14:17) | Czarnogóra | Dobeles sporta centrā, Dobele Widzów: 900 |
| 11 stycznia 201219:05 |       | 30:31(14:17) |            | Dobeles sporta centrā, Dobele Widzów: 900 |

| 14 stycznia 201218:00 | Czarnogóra | 32:28(15:14) | Łotwa | Sala RK Lovćen, Cetynia Widzów: 1 000 |
| 14 stycznia 201218:00 |            | 32:28(15:14) |       | Sala RK Lovćen, Cetynia Widzów: 1 000 |

#### Grupa 4
| 2 listopada 201119:00 | Finlandia | 23:26(9:16) | Holandia | Energia Areena, Vantaa Widzów: 2 200 |
| 2 listopada 201119:00 |           | 23:26(9:16) |          | Energia Areena, Vantaa Widzów: 2 200 |

| 5 listopada 201119:30 | Holandia | 29:26(11:14) | Finlandia | Sportcentrum Glanerbrook, Geleen Widzów: 1 000 |
| 5 listopada 201119:30 |          | 29:26(11:14) |           | Sportcentrum Glanerbrook, Geleen Widzów: 1 000 |

| 5 stycznia 201220:00 | Estonia | 31:27(17:18) | Finlandia | Mesikäpa Hall, Põlva Widzów: 1 000 |
| 5 stycznia 201220:00 |         | 31:27(17:18) |           | Mesikäpa Hall, Põlva Widzów: 1 000 |

| 7 stycznia 201213:30 | Finlandia | 28:27(14:14) | Estonia | Sisu Arena, Karis Widzów: 750 |
| 7 stycznia 201213:30 |           | 28:27(14:14) |         | Sisu Arena, Karis Widzów: 750 |

| 11 stycznia 201219:30 | Holandia | 35:35(19:20) | Estonia | Sportcentrum Glanerbrook, Geleen Widzów: 1 000 |
| 11 stycznia 201219:30 |          | 35:35(19:20) |         | Sportcentrum Glanerbrook, Geleen Widzów: 1 000 |

| 14 stycznia 201216:00 | Estonia | 28:29(13:14) | Holandia | Mesikäpa Hall, Põlva Widzów: 1 000 |
| 14 stycznia 201216:00 |         | 28:29(13:14) |          | Mesikäpa Hall, Põlva Widzów: 1 000 |

#### Grupa 5
| 2 listopada 201118:00 | Włochy | 25:37(17:14) | Szwajcaria | Sporthalle Sportzone Süd, Bressanone Widzów: 1 000 |
| 2 listopada 201118:00 |        | 25:37(17:14) |            | Sporthalle Sportzone Süd, Bressanone Widzów: 1 000 |

| 6 listopada 201115:30 | Szwajcaria | 37:29(19:14) | Włochy | BBC Arena, Szafuza Widzów: 1 500 |
| 6 listopada 201115:30 |            | 37:29(19:14) |        | BBC Arena, Szafuza Widzów: 1 500 |

| 5 stycznia 201219:00 | Litwa | 34:25(15:9) | Włochy | Siemens Arena, Wilno Widzów: 2 500 |
| 5 stycznia 201219:00 |       | 34:25(15:9) |        | Siemens Arena, Wilno Widzów: 2 500 |

| 7 stycznia 201221:00 | Włochy | 25:25(14:11) | Litwa | Palasport, Cologne Widzów: 900 |
| 7 stycznia 201221:00 |        | 25:25(14:11) |       | Palasport, Cologne Widzów: 900 |

| 12 stycznia 201220:00 | Szwajcaria | 26:28(13:14) | Litwa | BBC Arena, Szafuza Widzów: 1 100 |
| 12 stycznia 201220:00 |            | 26:28(13:14) |       | BBC Arena, Szafuza Widzów: 1 100 |

| 15 stycznia 201219:00 | Litwa | 24:24(12:15) | Szwajcaria | Siemens Arena, Wilno Widzów: 3 400 |
| 15 stycznia 201219:00 |       | 24:24(12:15) |            | Siemens Arena, Wilno Widzów: 3 400 |

#### Grupa 6
| 2 listopada 201119:00 | Cypr | 20:38(8:18) | Bośnia i Hercegowina | Cyprus College Athletic Centre, Nikozja Widzów: 400 |
| 2 listopada 201119:00 |      | 20:38(8:18) |                      | Cyprus College Athletic Centre, Nikozja Widzów: 400 |

| 5 listopada 201120:15 | Bośnia i Hercegowina | 32:26(13:9) | Cypr | Gradska dvorana Mirsad Hurić, Goražde Widzów: 2 000 |
| 5 listopada 201120:15 |                      | 32:26(13:9) |      | Gradska dvorana Mirsad Hurić, Goražde Widzów: 2 000 |

| 4 stycznia 201219:00 | Grecja | 31:13(11:6) | Cypr | Alexandreio Melathron, Saloniki Widzów: 500 |
| 4 stycznia 201219:00 |        | 31:13(11:6) |      | Alexandreio Melathron, Saloniki Widzów: 500 |

| 8 stycznia 201217:00 | Cypr | 27:30(15:17) | Grecja | Cyprus College Athletic Centre, Nikozja Widzów: 450 |
| 8 stycznia 201217:00 |      | 27:30(15:17) |        | Cyprus College Athletic Centre, Nikozja Widzów: 450 |

| 11 stycznia 201218:00 | Bośnia i Hercegowina | 31:29(15:17) | Grecja | Gradska dvorana Mirsad Hurić, Goražde Widzów: 2 500 |
| 11 stycznia 201218:00 |                      | 31:29(15:17) |        | Gradska dvorana Mirsad Hurić, Goražde Widzów: 2 500 |

| 15 stycznia 201218:00 | Grecja | 22:23(8:8) | Bośnia i Hercegowina | Alexandreio Melathron, Saloniki |
| 15 stycznia 201218:00 |        | 22:23(8:8) |                      | Alexandreio Melathron, Saloniki |

#### Grupa 7
| 2 listopada 201119:30 | Luksemburg | 20:35(8:17) | Rumunia | Centre Sportif, Schifflange Widzów: 600 |
| 2 listopada 201119:30 |            | 20:35(8:17) |         | Centre Sportif, Schifflange Widzów: 600 |

| 5 listopada 201115:30 | Rumunia | 26:22(14:8) | Luksemburg | Sala Polivalentă, Piatra Neamț Widzów: 2 300 |
| 5 listopada 201115:30 |         | 26:22(14:8) |            | Sala Polivalentă, Piatra Neamț Widzów: 2 300 |

| 4 stycznia 201219:00 | Białoruś | 37:19(19:10) | Luksemburg | Sport Complex Olympiets, Mohylew Widzów: 2 000 |
| 4 stycznia 201219:00 |          | 37:19(19:10) |            | Sport Complex Olympiets, Mohylew Widzów: 2 000 |

| 7 stycznia 201219:00 | Luksemburg | 32:33(14:14) | Białoruś | Hall Omnisports, Crauthem Widzów: 600 |
| 7 stycznia 201219:00 |            | 32:33(14:14) |          | Hall Omnisports, Crauthem Widzów: 600 |

| 11 stycznia 201219:00 | Rumunia | 25:22(12:14) | Białoruś | Sala Polivalentă, Bukareszt Widzów: 5 400 |
| 11 stycznia 201219:00 |         | 25:22(12:14) |          | Sala Polivalentă, Bukareszt Widzów: 5 400 |

| 15 stycznia 201214:30 | Białoruś | 28:23(15:12) | Rumunia | Miński Pałac Sportu, Mińsk Widzów: 3 400 |
| 15 stycznia 201214:30 |          | 28:23(15:12) |         | Miński Pałac Sportu, Mińsk Widzów: 3 400 |

### Mistrzostwa Europy w Piłce Ręcznej Mężczyzn 2012
Kwalifikację na mistrzostwa świata uzyskały trzy najlepsze, prócz Francji i Hiszpanii, które miały już zapewniony awans, drużyny Mistrzostw Europy 2012, które odbyły się w dniach 15-29 stycznia 2012. Okazali się nimi być medaliści tej imprezy: Dania, Serbia i Chorwacja.

### Europejski turniej eliminacyjny – faza play-off
W tej fazie rozgrywek wzięło udział osiemnaście reprezentacji narodowych – jedenaście drużyn uczestniczących w mistrzostwach kontynentu, które dotychczas nie uzyskały awansu, oraz siedmiu zwycięzców grup w fazie grupowej eliminacji. Losowanie dziewięciu par odbyło się w Belgradzkiej Arenie 29 stycznia 2012 roku. Spotkania odbyły się w dniach 9-17 czerwca 2012, a awans do mistrzostw świata zapewnili sobie zwycięzcy dwumeczów: Rosja, Słowenia, Niemcy, Macedonia, Węgry, Czarnogóra, Islandia, Białoruś i Polska.

#### Mecz 1
| 9 czerwca 201215:00 | Rosja | 23:22(11:12) | Czechy | Sportkompleks Zwiezdnyj, Astrachań Widzów: 4 000 |
| 9 czerwca 201215:00 |       | 23:22(11:12) |        | Sportkompleks Zwiezdnyj, Astrachań Widzów: 4 000 |

| 9 czerwca 201215:00 | Słowenia | 31:26(11:10) | Portugalia | Arena Stožice, Lublana Widzów: 3 000 |
| 9 czerwca 201215:00 |          | 31:26(11:10) |            | Arena Stožice, Lublana Widzów: 3 000 |

| 9 czerwca 201215:15 | Niemcy | 36:24(18:7) | Bośnia i Hercegowina | Porsche-Arena, Stuttgart Widzów: 6 200 |
| 9 czerwca 201215:15 |        | 36:24(18:7) |                      | Porsche-Arena, Stuttgart Widzów: 6 200 |

| 9 czerwca 201216:00 | Słowacja | 24:26(10:12) | Białoruś | Steel Aréna, Koszyce Widzów: 4 500 |
| 9 czerwca 201216:00 |          | 24:26(10:12) |          | Steel Aréna, Koszyce Widzów: 4 500 |

| 9 czerwca 201216:30 | Macedonia Północna | 26:21(16:10) | Austria | Centrum sportowe „Boris Trajkowski”, Skopje Widzów: 4 500 |
| 9 czerwca 201216:30 |                    | 26:21(16:10) |         | Centrum sportowe „Boris Trajkowski”, Skopje Widzów: 4 500 |

| 10 czerwca 201215:30 | Węgry | 27:21(12:10) | Norwegia | Veszprém Aréna, Veszprém Widzów: 5 000 |
| 10 czerwca 201215:30 |       | 27:21(12:10) |          | Veszprém Aréna, Veszprém Widzów: 5 000 |

| 10 czerwca 201216:15 | Szwecja | 22:21(12:10) | Czarnogóra | Ericsson Globe, Sztokholm Widzów: 4 700 |
| 10 czerwca 201216:15 |         | 22:21(12:10) |            | Ericsson Globe, Sztokholm Widzów: 4 700 |

| 10 czerwca 201216:45 | Litwa | 17:24(9:12) | Polska | Siemens Arena, Wilno Widzów: 3 000 |
| 10 czerwca 201216:45 |       | 17:24(9:12) |        | Siemens Arena, Wilno Widzów: 3 000 |

| 10 czerwca 201218:30 | Islandia | 41:27(17:14) | Holandia | Laugardalshöllin, Reykjavík Widzów: 2 200 |
| 10 czerwca 201218:30 |          | 41:27(17:14) |          | Laugardalshöllin, Reykjavík Widzów: 2 200 |

#### Mecz 2
| 16 czerwca 201216:00 | Czechy | 27:31(10:18) | Rosja | ČEZ Aréna, Pardubice Widzów: 5 300 |
| 16 czerwca 201216:00 |        | 27:31(10:18) |       | ČEZ Aréna, Pardubice Widzów: 5 300 |

| 16 czerwca 201217:00 | Portugalia | 26:27(8:13) | Słowenia | Pavilhão Multiusos, Guimarães Widzów: 3 600 |
| 16 czerwca 201217:00 |            | 26:27(8:13) |          | Pavilhão Multiusos, Guimarães Widzów: 3 600 |

| 16 czerwca 201218:30 | Czarnogóra | 20:18(11:9) | Szwecja | Sportski centar Morača, Podgorica Widzów: 4 200 |
| 16 czerwca 201218:30 |            | 20:18(11:9) |         | Sportski centar Morača, Podgorica Widzów: 4 200 |

| 16 czerwca 201219:10 | Norwegia | 31:27(14:13) | Węgry | Oslo Spektrum, Oslo Widzów: 5 550 |
| 16 czerwca 201219:10 |          | 31:27(14:13) |       | Oslo Spektrum, Oslo Widzów: 5 550 |

| 16 czerwca 201220:00 | Holandia | 24:32(12:15) | Islandia | Sportcentrum Glanerbrook, Geleen Widzów: 500 |
| 16 czerwca 201220:00 |          | 24:32(12:15) |          | Sportcentrum Glanerbrook, Geleen Widzów: 500 |

| 16 czerwca 201220:25 | Austria | 30:27(13:14) | Macedonia Północna | Albert-Schultz-Eishalle, Wiedeń |
| 16 czerwca 201220:25 |         | 30:27(13:14) |                    | Albert-Schultz-Eishalle, Wiedeń |

| 17 czerwca 201213:30 | Bośnia i Hercegowina | 33:24(15:12) | Niemcy | Hala im. Samarancha, Sarajewo Widzów: 1 500 |
| 17 czerwca 201213:30 |                      | 33:24(15:12) |        | Hala im. Samarancha, Sarajewo Widzów: 1 500 |

| 17 czerwca 201217:00 | Białoruś | 24:25(10:12) | Słowacja | Mińsk Arena, Mińsk Widzów: 13 200 |
| 17 czerwca 201217:00 |          | 24:25(10:12) |          | Mińsk Arena, Mińsk Widzów: 13 200 |

| 17 czerwca 201217:30 | Polska | 26:22(13:13) | Litwa | Spodek, Katowice Widzów: 8 000 |
| 17 czerwca 201217:30 |        | 26:22(13:13) |       | Spodek, Katowice Widzów: 8 000 |

## Afryka
Turniejem kwalifikacyjnym w Afryce były mistrzostwa tego kontynentu, które odbyły się w dniach 11-21 stycznia 2012. Awans na mistrzostwa świata uzyskali jego medaliści: Tunezja, Algieria i Egipt.

## Azja
Turniejem kwalifikacyjnym w Azji były mistrzostwa tego kontynentu, które odbyły się w dniach 26 stycznia - 5 lutego 2012. Awans na mistrzostwa świata uzyskali jego medaliści: Korea Południowa, Katar i Arabia Saudyjska.

## Ameryka
Turniejem kwalifikacyjnym w Ameryce były mistrzostwa tego kontynentu, które odbyły się w dniach 18-24 czerwca 2012. Awans na mistrzostwa świata uzyskali jego medaliści: Argentyna, Brazylia i Chile.

## Oceania
Awans na mistrzostwa świata uzyskał zwycięzca Pucharu Narodów Oceanii, który odbył się w dniach 22–23 czerwca 2012 roku w australijskim Sydney. Okazali się nimi być gospodarze turnieju, którzy dwukrotnie pokonali Nowozelandczyków w stosunku 31–10.